# Благомир
Благомир је словенско мушко име, настало од речи „благ“ и „мир“.

## Популарност
У Хрватској је ово име било популарно четрдесетих и педесетих година 20. века, али је потом постало ретко. У тој земљи је чешће међу Србима него Хрватима и то посебно код житеља Загреба, Омишља и Кнежевих Винограда.